# Новий Світ (Середино-Будський район)
Новий Світ — колишнє село в Україні, у Середино-Будському районі Сумської області. Підпорядковувалось Великоберізківській сільській раді.

## Географічне розташування
Село знаходилося на березі річки Знобівка — між її двома руслами. Вище по течії знаходиться село Троїцьке, за 1 км нижче по течії — с. Заріччя. На протилежному берез річки — села Голубівка та Ясна Поляна.
18 січня 1988 року Сумська обласна рада зняла село з обліку.